# Monteforte Irpino
Monteforte Irpino là một đô thị (comune) thuộc tỉnh Avenllino trong vùng Campania của Ý. Monteforte Irpino có diện tích 26,7 km2, dân số là 11.841 người (thời điểm ngày 1 tháng 5 năm 2009).